# Tanel Sokk
 Tanel Sokk  (* 20. Januar 1985 in Tallinn, Sowjetunion) ist ein estnischer Basketballspieler. Seit der Spielzeit 2006/07 spielt er für den estnischen Verein BC Kalev auf der Position des Point Guard. Er ist Sohn des Basketball-Olympiasiegers Tiit Sokk.

## Karriere als Spieler

### Verein
Tanel Sokk begann seine Karriere beim kleineren Klub Dalkia/Nybit, wo er bis 2006 spielte. Anschließend wechselte er zum nationalen Vorzeigeklub BC Kalev. Mit Kalev wurde er drei Mal estnischer Pokalsieger und drei Mal estnischer Meister. Neben den nationalen Wettbewerben spielte Sokk mit Tallinn im Eurocup und in der EuroChallenge. Zusätzlich spielte er mit Kalev in der Baltic Basketball League und in der VTB United League. Hier wurde er in der Saison 2012/13 zum besten estnischen Spieler ernannt.

### Nationalmannschaft
Tanel Sokk ist Mitglied der estnischen Basketballnationalmannschaft seit 2002. Es konnte sich nie für eine Endrunde der Basketball-Europameisterschaft qualifizieren.

## Auszeichnungen und Erfolge

### Mannschaftserfolge
- Estnischer Pokalsieger (3×): 2007–2009
- Estnischer Meister (5×): 2008–2012

### Persönliche Auszeichnungen
- MVP des Finals der estnischen Meisterschaft 2012.
- Bester estnischer Spieler der VTB United League 2012/13.